# معبد إونهاي
معبد إونهاي، هو المعبد الرئيسي لطائفة جوجي في البوذية الكورية، يقع في تشونغتونغ-ميون، يونغتشون، في محافظة جيونغسانغ الشمالية بكوريا الجنوبية على المنحدرات الشرقية لجبل بالغونغسان، بالقرب من معبد رئيسي آخر هو معبد دونغهوَا. 
تأسس المعبد في عام 809 على يد المرشد الوطني هيشول. الاسم إونهاي يعني "معبد البحر الفضي"، وكان الاسم الأصلي للمعبد هايانسا، أي "معبد البحر الهادئ". بعد أن دُمر المعبد الأصلي بالكامل خلال حرب السبع سنوات في تسعينيات القرن السادس عشر، نقل المعبد إلى موقعه الحالي وأُطلق عليه اسم إونهاي.

## وصلات خارجية
- الموقع الرسمي.